# Los días de Cipriano Castro
Los días de Cipriano Castro (Historia venezolana del 1900) es un libro publicado en 1953 por el escritor Mariano Picón Salas sobre la vida, ascenso al poder y caída del presidente venezolano Cipriano Castro. Está compuesto por 19 capítulos y una nota introductoria del propio autor. Con esta obra Picón Salas obtuvo el Premio Nacional de Literatura de 1954. Cabe destacar la popularidad que alcanzó el libro en su época, agotándose la primera edición de 1000 ejemplares en 48 horas.

## Distribución
Se ha reeditado en diversas ocasiones por diferentes editoriales. Algunas incluyen al Primer festival del libro popular venezolano, en 1958; el fondo editorial de la Academia Nacional de la Historia en 1986; la primera edición de Monte Ávila Editores (1991) con prólogo del escritor Karl Krispin. La más reciente es de Bid & co editor, publicada en diciembre de 2011.

## Contenido
Prólogo de un caudillo
- Situación de Venezuela entre 1897 y 1899. Los caudillos provinciales. Peculiaridades de la región andina. Cuando se oye por primera vez el nombre de Cipriano Castro.[5]

Primavera de don Cipriano
- Retrato juvenil del caudillo. Antecedentes familiares. Estudios en Pamplona. Lances de adolescencia y juventud. Guerritas tachirenses entre 1878 y 1886. Don Cipriano, gobernador de la sección Táchira. Diputado al Congreso. Viajes a Caracas. Años de destierro. De la muerte de Joaquín Crespo en Mata Carmelera a la preparación de la Revolución Liberal Restauradora.

Los sesenta
- La invasión y la Campaña de 1899. De Bellavista a Caracas. La descomposición del andradismo. De mayo a octubre de 1899.

Caracas
- La capital venezolana a fines del siglo XIX. Modas, manías y costumbres. Los últimos días del gobierno de Andrade. Mochistas y liberales. Castro entra a la capital. Peripecias de El Mocho: preso, ministro y «alzado».

«Nuevos procedimientos»
- Las palabras y la realidad. La resistencia del paladín Antonio Paredes. Combate por Puerto Cabello. Instalación del nuevo régimen. La crisis fiscal. Primer conflicto con Manuel Antonio Matos. Presos políticos en «El Tigrito». Las amistades de Castro. Expedición de Juan Vicente Gómez al Táchira. Los «godos» de Colombia.

Los principios cardinales de la república
- Profecías y comentarios del Dr. Santiago Briceño. Problemas del gobierno de facto. Don Cipriano y la prensa. El alboroto estudiantil de la «Sagrada». Amenazas y nubarrones internacionales. Problemas financieros.

Preludios de guerra larga
- El descontento de los caudillos locales. Fines del año 1900. Los primeros generales que se alzan. La cuestión con Colombia. Sueños grancolombianos de Castro. Relaciones con Uribe Uribe. La invasión de Rangel Garbiras. La trágica campaña de La Guajira. La derrota de Carazúa. Los primeros conflictos diplomáticos.

Asfalto y fusiles
- Las intenciones del general Matos. La cuestión del asfalto. Las intrigas de la New York & Bermúdez Company. Los viajes a Estados Unidos y Europa del general Matos. La «pintoresca» historia del vapor Ban Righ. El barco pirata. Don Cipriano, Presidente Constitucional. Comienza el tremendo año de 1902.

La tierra encendida
- Quienes son los «Coriolanos». Las extrañas alianzas de la Revolución Restauradora. Barbarie criolla y finanzas internacionales. El «estilo» de la guerra. La Revolución Libertadora en los llanos, el litoral, el oriente, Coro y Barquisimeto.

El topo de los muertos

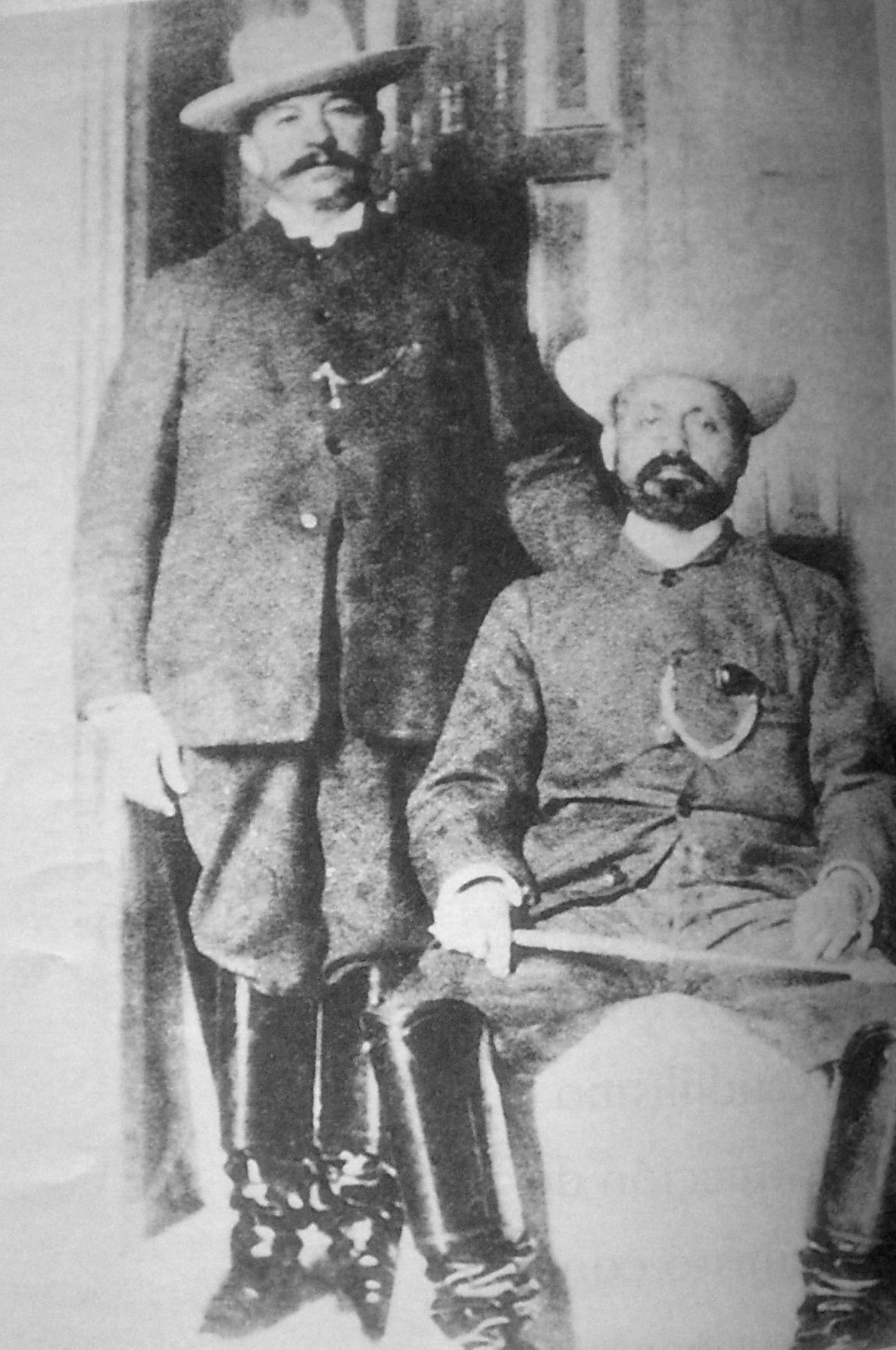
Juan Vicente Gómez y Cipriano Castro en su época de «compadres»

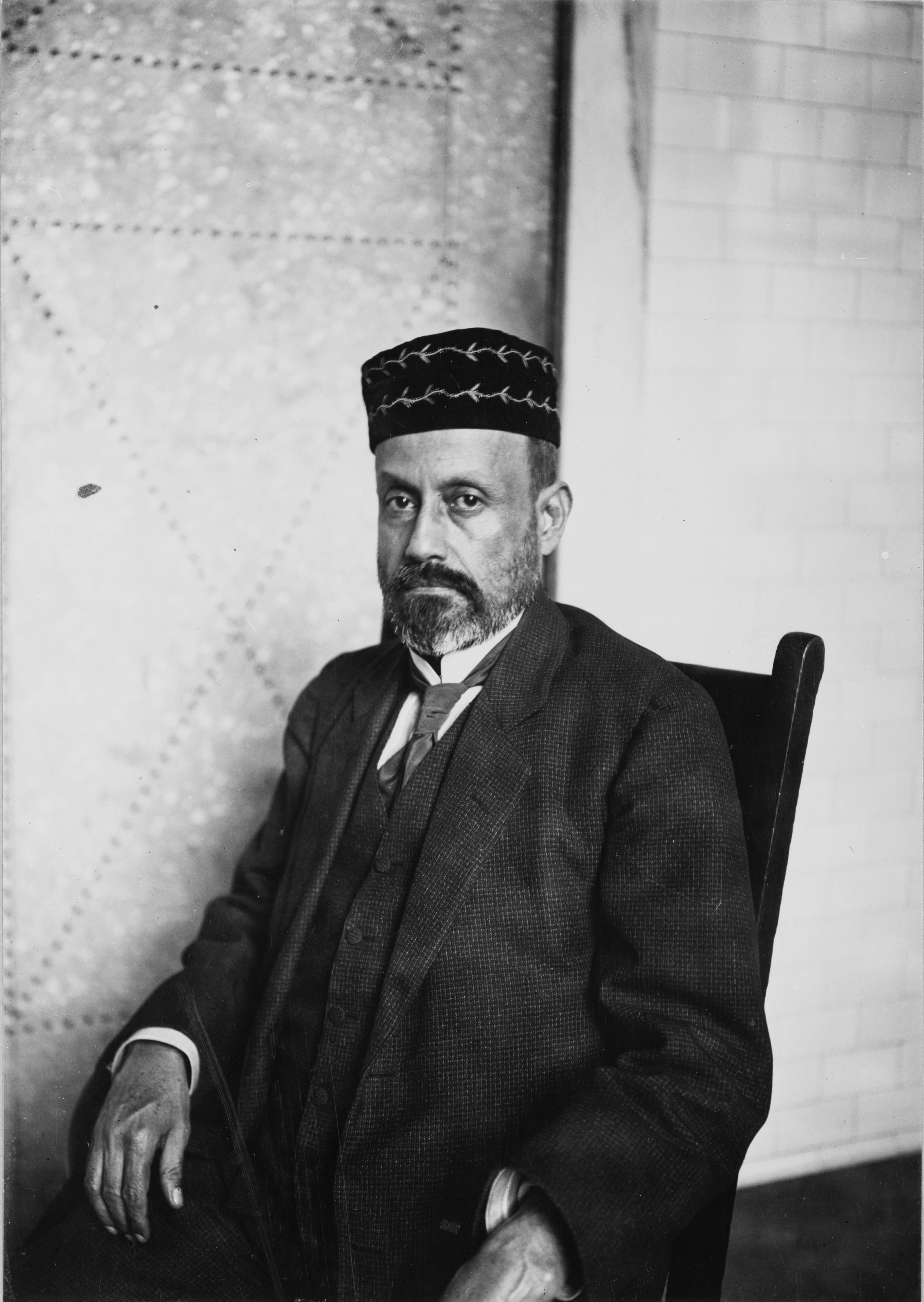
Cipriano Castro en 1913. Esta imagen fue utilizada como portada en la edición que hizo Bid & co en 2011

- La cita revolucionaria en Villa de Cura. Movimientos de las tropas «libertadoras» y «restauradoras». Batalla y mortandad en La Victoria. Color y horror de la guerra civil.

La planta insolente
- La «internacional de los acreedores» contra Castro. Lo que «anuncia la Agencia Pumar». El bloqueo naval a Venezuela. Los barcos en La Guaira. El drama de Puerto Cabello. La nota de Luis María Drago. Los barcos alemanes en la barra. La resistencia en San Carlos. Cita de diplomáticos en Washington. Las fórmulas del embajador Herbert Wolcott Bowen. Los «protocolos».

Fortuna de Juan Vicente
- La situación nacional a comienzos de 1903. Una pastoral del Arzobispo. Las campañas de Gómez. «El Salvador del Salvador». Las últimas batallas de la Libertadora. La batalla de Ciudad Bolívar. El regreso triunfal del Procónsul.

El estilo de Gumersindo
- El periodismo cortesano. La propaganda del «César». Las «comisiones mixtas». «Venezuela también puede cobrar». La lisonja como industria. Las «fiestas» después de la guerra.

Tirana y demagogia
- Preparación de una Reforma Constitucional. Don Cipriano aspira a ser Presidente hasta 1911. Los «grandes electores». El Congreso se transforma en Constituyente. El liberalismo cesarista. La ley de Divorcio. Títulos y honores a Don Cipriano. Sigue la querella del asfalto.

«Como la paloma del arca»
- Don Cipriano viaja por las llanuras y los grandes ríos. La crónica de un viaje. Cohetes, bailes, toros coleados y discursos. Desde Caracas hasta el Orinoco. Pintura nueva en el Capitolio. La «jura del 11 de junio». El problema de la «honra nacional».

La fatiga de ser aclamado
- La alocución del 9 de abril de 1906. Juan Vicente Gómez encargado del gobierno. Descanso de Castro en Los Teques y La Victoria. Las intrigas cortesanas. Se prepara «la Aclamación». La fatiga del «aclamado».

El riñón supurando
- Operación en Macuto. El sacrificio de Antonio Paredes. Los estadounidenses siguen objetando la sentencia del asfalto. Rupturas de relaciones diplomáticas. Gil Fortoul y la «Doctrina Castro». La resurrección del Acta de Independencia. El año de la peste bubónica. Un mal mes de octubre.

La culebra se mata por la cabeza
- Viaje en el Guadaloupe y conciliábulos en Caracas. Gómez se hace el indeciso. La frase de un telegrama sibilino. Los sucesos del 13 de diciembre. Se pide apoyo a Washington. El ministro José de Jesús Paúl. El 19 de diciembre de 1908. Los barcos en La Guaira. La triste Navidad berlinesa de don Cipriano.

Dios y el destino
- Castro, el hombre perseguido. La odisea antillana. Días de París. España y las islas Canarias. El inmigrante peligroso en Ellis Island. La inventada revolución de 1913. La casa de la calle Colomer en Santurce, Puerto Rico. Una gran visita en 1917. Las incidencias de los últimos años. El retrato final. El juicio de Dios y del compadre.